# Луї Огюст Жозеф Деруссо
Луї Огюст Жозеф Деруссо (фр. Louis Auguste Joseph Desrousseaux, 1753–1838) — французький ботанік.

## Біографія
Луї Огюст Жозеф Деруссо народився 27 липня 1753 року в місті Седан, Франція.
Деруссо був одним з авторів «Encyclopedia Botanique de Lamarck» (1783–1796).
У 1790 році Деруссо був обраний членом Паризького Ліннеївського товариства.
Луї Огюст Жозеф Деруссо помер 20 січня 1838 року у Вандьєрі.

## Наукова діяльність
Луї Огюст Жозеф Деруссо спеціалізувався на папоротеподібних та на насіннєвих рослинах.

## Наукові роботи
Деруссо зробив внесок у «Encyclopedia Botanique de Lamarck» (1783–1796).